# Horacio Malvicino
Horacio Malvicino (Concordia, 20 de octubre de 1929 - Concordia, 21 de noviembre de 2023) fue un guitarrista argentino.
Como miembro de las distintas formaciones de Astor Piazzolla, grabó quince discos. Tocó tango, jazz y bossa nova. Realizó proyectos junto a músicos como Leopoldo Federico y Daniel Binelli. Es considerado pionero del jazz moderno en la Argentina y el primer guitarrista local de bebop.

## Carrera
En 1964 se publicó Horacio Malvicino Jazz Quinteto, disco grabado por el sello Melopea en el auditorio de la Radio Ciudad de Buenos Aires (donde también tocaron las figuras más representativas de distintos géneros, y por allí pasaron el pianista de jazz Enrique Mono Villegas, los Hermanos Ábalos (folclore) y el pianista de tango Horacio Salgán, entre otros.

Eran audiciones cortas, de quince minutos, pero que tenían una audiencia impresionante. [...]
Era todo totalmente improvisado, como corresponde al jazz. [...]
¡Fue tan encantador vivir los encuentros con aquel grupo! Era como jugar en la delantera del seleccionado. Nos conocíamos tanto que con sólo mirarnos ya sabíamos lo que iba a pasar. De más está decir que la grabación está hecha con otra tecnología, se grababa con un solo micrófono y el técnico tenía que tener en cuenta la ubicación de todos los instrumentos. Y todo iba directamente, sin pruebas previas.
Horacio Malvicino

En Concordia, donde vivió hasta los 18 años, un amigo coleccionista le hizo conocer la música del guitarrista gitano belga Django Reinhardt (1910-1953) y el guitarrista afroestadounidense Charlie Christian (1916-1942).
Cuando llegó a Buenos Aires se fascinó con el llamado movimiento bopper, y junto a músicos como el Gato Barbieri, Lalo Schifrin y el Mono Villegas le rindió culto en el Bop Club (en el barrio de Congreso), el lugar donde nacieron los primeros intentos por desarrollar el jazz moderno en la Argentina.
Piazzolla lo escuchó allí y le pidió que formara parte del Octeto Buenos Aires que tuvo actividad entre 1955 y 1958, y lo siguió convocando hasta la disolución de su último Sexteto.

Tuve la satisfacción de que el Tano [Piazzolla] me llamara cada vez que se le ocurría. He entrado y salido diez veces de sus agrupaciones tangueras. Pero yo era la guitarra eléctrica: el objeto maldito dentro del tango. En aquella época recibía amenazas todos los días. Llamadas telefónicas, anónimos, tomatazos, tipos que me puteaban por la calle, sin mucha metáfora: «O dejás a Piazzolla o te reventamos». [...] Me pasé la vida al lado de Piazzolla y su maravillosa influencia que no se me va a ir así nomás.

En el libro de memorias de Piazzolla que recopiló Natalio Gorin se lee la opinión del bandoneonista sobre Horacio Malvicino: «Es el guitarrista que mejor comprendió todo lo que yo escribí, tal vez porque es el más tanguero de los tres» (los otros dos guitarristas eran Cacho Tirao y Oscar López Ruiz).
Paralelamente a su carrera como guitarrista, bajo el seudónimo de Alain Debray grabó numerosos discos LP como director de orquestas de música ligera (easy-listening) integradas por músicos de sesión, como la denominada Des Champs-Elysées.
Entre estos discos se cuentan algunos de tangos interpretados "a la europea" en los que se incluía acordeón solista en lugar de bandoneón. En contra de lo esperable estas versiones fueron éxitos de venta en Argentina y Uruguay.
En 2018 fue nombrado Personalidad Destacada de la Cultura en la Ciudad de Buenos Aires por su trayectoria musical y su desempeño en defensa de los derechos de los músicos. En 2022 recibió el Premio Tagini a la trayectoria fonográfica, de la Academia Nacional de Tango. En 2014 fue homenajeado por el gobierno de la Ciudad de Buenos Aires.
Falleció en su ciudad natal el 21 de noviembre de 2023 a la edad de 94 años.

## Discografía
Publicó quince discos con Astor Piazzolla y dos discos propios.

### «Horacio Malvicino Jazz Quinteto»[9]
El repertorio abarca desde estándares de jazz como Misty hasta Tune up (de Miles Davis), un tema que lleva la firma del Chivo Borraro o una reunión de improvisaciones sobre blues.
1. Misty
2. Todo lo que tú eres
3. Cartas a mi amada
4. Improvisaciones sobre blues
5. 3×4=5
6. Yesterdays
7. Caravana
8. Abrázame
9. Tune up

Personal:
- Horacio Malvicino: guitarra eléctrica y dirección,
- Horacio Chivo Borraro: saxo tenor,
- Santiago Giacobbe: piano,
- Mario Mojarra Fernández: bajo,
- Rolando Oso Picardi: batería y
- Oscar Alem (invitado): bajo.

### «Horacio Malvicino Jazz Quinteto (vol. 2)»[10]
1. Presentación - 14 de agosto de 1963
2. Las cinco de la tarde
3. Enamorándose del amor
4. M blues
5. Lazy bird
6. Alrededor del mediodía
7. Presentación
8. Bailando en el Savoy
9. Presentación

Personal:
- Horacio Malvicino: guitarra eléctrica y dirección,
- Horacio Chivo Borraro: saxo tenor,
- Santiago Giacobbe: piano,
- Mario Mojarra Fernández: bajo,
- Rolando Oso Picardi: batería y
- Oscar Alem (invitado): bajo.

## Filmografía[1]
- 1963: Cuando calienta el sol.
- 1964: El desastrólogo.
- 1964: El gordo Villanueva.
- 1965: Disloque en el presidio.
- 1966: La buena vida.
- 1966: El galleguito de la cara sucia.
- 1966: Una máscara para Ana.
- 1966: Una ventana al éxito.
- 1966: Ritmo, amor y juventud.
- 1967: Chao, amor.
- 1969: La culpa (algunos temas musicales).
- 1970: El mundo es de los jóvenes (orquestación).
- 1970: El extraño del pelo largo.
- 1971: El caradura y la millonaria.
- 1971: Así es Buenos Aires, con la canción «Hoy he visto pasar a María»
- 1971: En una playa junto al mar.
- 1971: Vuelvo a vivir... vuelvo a cantar.
- 1971: Simplemente una rosa.
- 1971: El veraneo de los Campanelli.
- 1972: La sartén por el mango.
- 1972: Mi hijo Ceferino Namuncurá.
- 1972: Olga, la hija de aquella princesa rusa.
- 1973: Si se calla el cantor.
- 1973: El mundo que inventamos.
- 1973: Yo gané el prode... ¿y Ud.?.
- 1973: ¡Quiero besarlo, señor!.
- 1974: Operación Guante Verde.
- 1977: Hay que parar la delantera.
- 1977: Un toque diferente.
- 1978: El divorcio está de moda (de común acuerdo).
- 1979: Cuatro pícaros bomberos.
- 1981: La pulga en la oreja.
- 1983: Superagentes y titanes.
- 1983: Un loco en acción.
- 1984: Titanes en el ring contraataca.
- 1996: Adiós, abuelo.
- 1997: El Che.
- 2005: Cargo de conciencia.
- 2005: Piazzola en Buenos Aires (intérprete de varias obras de Piazzolla).